# Endorfin Zajoskör Kamarakórus
Az Endorfin Zajoskör Kamarakórus egy budapesti székhelyű amatőr nonprofit zenei formáció, mely 2003 nyarán alakult kvartettként az Orczy-kert egyik épületében. 2007-ben kamarakórussá bővült és szakmai vezetését Erdős Georgina vette át.

## Fellépések
A kórus többnyire kocsmák koncerttermeiben lép fel, de rendszeresek a templomi, szabadtéri és jótékonysági előadások is.
A kórus - egyéni elbírálás alapján - ingyenes fellépést vállalt és vállal továbbra is nonprofit szervezetek számára.
- Romajális
- Vakok Intézete
- Kiút Szociális és Mentálhigiénés Egyesület
- Siketek és Nagyothallók Országos Szövetsége

## Jelen
A kórus jelenleg próbáit a Hild József Általános Iskolában tartja heti egy alkalommal. Fellépéseit továbbra is a tagok szervezik. A tagfelvétel folyamatos.

## Média
Album: Nem minden pillanata nagyon rossz (2008)
Szám: Mia Makaroff - Butterfly (letölthető itt)

## Külső hivatkozások
- Az Endorfin Zajoskör Kamarakórus honlapja Archiválva 2015. december 8-i dátummal a Wayback Machine-ben
- Kiadvány a 2005-ös Józsefvárosi Napok rendezvénysorozatról[halott link]
- Nők Lapja cafe cikk